# Una galleda de sang
Una galleda de sang (títol original en anglès: A Bucket of Blood) és una pel·lícula de terror dirigida per Roger Corman el 1959. Ha estat doblada al català.

## Argument[2]

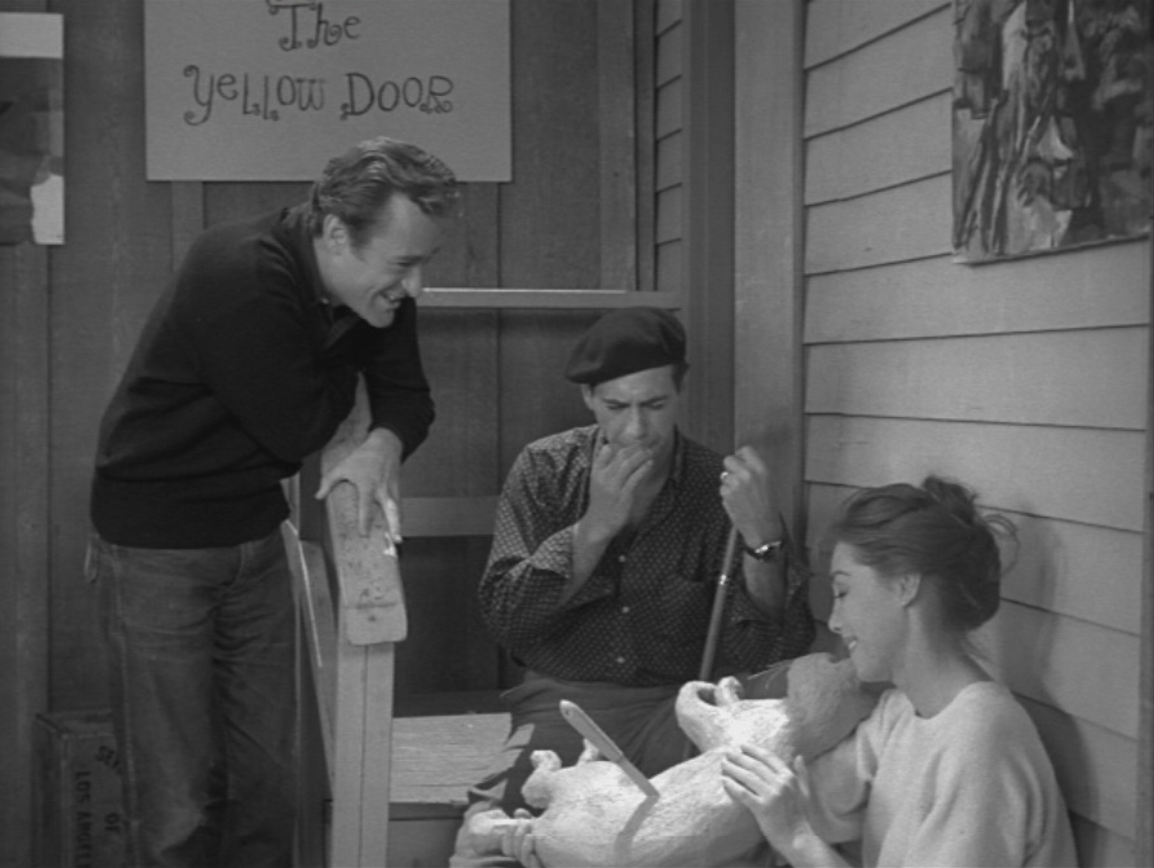
Walter presenta a Carla i Leonard la seva primera «creació» que ha titulat El gat mort.

Walter, un servidor que treballa a "La Porta Groga", un cafè freqüentat per beatniks, és subjugat pel discurs d'un poeta. De tornada a casa seva, sentint-se l'ànima d'un artista, decideix fer un retrat en argila de la Clara de qui està enamorat, però no té cap talent. Sent miolar el gat de la seva llogatera que s'ha quedat atrapat al seu mur. Intentant desallotjar-lo amb un ganivet, el mata accidentalment.
Obcecat per la idea de convertir-se en un artista reconegut, recobreix d'argila el cadàver del gat, deixant-hi el ganivet plantat, i ensenya la seva «creació» a Leonard, el seu patró. Aquest accepta exposar l'escultura al cafè, esperant treure'n algun benefici. Aviat, Walter és aclamat pels clients que l'apressen a fer altres escultures ...
La pel·lícula ha caigut en el domini públic i s'ha beneficiat així d'una àmplia difusió en vídeo. Un remake televisat es va fer el 1995 amb Anthony Michael Hall en el paper principal. Una galleda de sang  marca el començament de la col·laboració de Corman amb el guionista Charles B. Griffith que trobarà per a dues altres paròdies de pel·lícules de terror: The Little Shop of Horrors (1960) i Creature from the Haunted Sea (1961).
El nom del personatge principal, Walter Paisley, sera dut per l'actor Dick Miller a moltes altres pel·lícules, com en una mena de picada d'ull, especialment a The Howlings (1981) i The Fourth Dimension (1983).

## Repartiment
- Dick Miller: Walter Paisley
- Barboura Morris: Carla
- Antony Carbone: Leonard de Santis
- Julian Burton: Maxwell H. Brock
- Ed Nelson: Art Lacroix
- John Brinkley: Will
- John Herman Shaner: Oscar
- Judy Bamber: Alice
- Myrtle Vail: Sra. Surchart
- Bert Convy: Louis "Lou" Raby
- Jhean Burton: Naolia
- Bruno VeSota: el col·leccionista d'art
- Lynn Storey: Sylvia
- Alex Hassilev: el guitarrista